# Vild med dans (sæson 10)
Den tiende sæson af Vild med dans blev sendt fra den 13. september 2013 og til den 29. november 2013.
Claus Elming fortsatte i sin rolle som den mandlige vært, mens der på den kvindelige front var udskiftning i form af Sarah Grünewald, der overtog rollen fra Christiane Schaumburg-Müller. Tidligere vært Andrea Elisabeth Rudolph vendte tilbage som vært i et enkelt program, hvor der blev samlet ind til Kræftens Bekæmpelse. 
De tolv par blev offentliggjort fredag den 23. august 2013.

## Par
Efter at der i forrige sæson var ti par med, er man denne gang vendt tilbage til de sædvanlige tolv.
Den to første kendte, der blev afsløret, var Mette Blomsterberg og Mads Laudrup. Resten af navnene blev offentliggjort fredag den 23. august.
| Kendt                 | Profession               | Danser                   | Status     |
| --------------------- | ------------------------ | ------------------------ | ---------- |
| Le Gammeltoft         | Musiker                  | Frederik Nonnemann       | Ude        |
| Claes Bang            | Skuespiller              | Katrine Bonde            | Udgik      |
| Maria Lucia Rosenberg | Sangerinde               | Morten Kjeldgaard        | Ude        |
| Mattias Hundebøll     | Vært                     | Mie Moltke               | Ude        |
| Charlotte Fich        | Skuespiller              | Marc Mariboe Christensen | Ude        |
| Thomas Ernst          | Skuespiller              | Malene Østergaard        | Ude        |
| Mette Blomsterberg    | Konditor                 | Michael Olesen           | Ude        |
| Mathilde Norholt      | Skuespiller              | Thomas Evers Poulsen     | Ude        |
| Mads Laudrup          | Fodboldspiller           | Claudia Rex              | Ude        |
| Allan Simonsen        | Tidligere fodboldspiller | Sofie Kruuse             | Ude        |
| Uffe Holm             | Komiker                  | Karina Frimodt           | Andenplads |
| Mie Skov              | Bordtennisspiller        | Mads Vad                 | Vindere    |

## Resultater
| Par                  | Plads | 1/2 | 3  | 4  | 5  | 6  | 7  | 8        | 7+8 | 9       | 10       | 11       | 12           |  |
| -------------------- | ----- | --- | -- | -- | -- | -- | -- | -------- | --- | ------- | -------- | -------- | ------------ |  |
| Mie & Mads           | 1     | 16  | 12 | 17 | 30 | 37 | 33 | 29+36=65 | 98  | 32+4=36 | 36+35=71 | 37+40=77 | 36+40+40=116 |  |
| Uffe & Karina        | 2     | 15  | 14 | 20 | 26 | 28 | 26 | 32+33=65 | 91  | 28+5=33 | 37+38=75 | 36+38=74 | 36+40+40=116 |  |
| Allan & Sofie        | 3     | 5   | 4  | 7  | 8  | 12 | 11 | 11+33=44 | 55  | 12+1=13 | 13+21=34 | 18+21=39 |              |  |
| Mads & Claudia       | 4     | 13  | 20 | 21 | 26 | 26 | 33 | 31+36=67 | 100 | 30+2=32 | 33+33=66 |          |              |  |
| Mathilde & Thomas    | 5     | 15  | 11 | 27 | 26 | 25 | 28 | 26+36=62 | 90  | 31+3=34 |          |          |              |  |
| Mette & Michael      | 6     | 11  | 19 | 19 | 28 | 30 | 32 | 24+33=57 | 89  |         |          |          |              |  |
| Thomas & Malene      | 7     | 18  | 10 | 16 | 16 | 22 |    |          |     |         |          |          |              |  |
| Charlotte & Marc     | 8     | 14  | 24 | 22 | 20 |    |    |          |     |         |          |          |              |  |
| Mattias & Mie        | 9     | 12  | 20 | 17 |    |    |    |          |     |         |          |          |              |  |
| Maria Lucia & Morten | 10    | 23  | 13 |    |    |    |    |          |     |         |          |          |              |  |
| Claes & Katrine      | 11    | 6   | —  |    |    |    |    |          |     |         |          |          |              |  |
| Le & Frederik        | 12    | 7   |    |    |    |    |    |          |     |         |          |          |              |  |

Nøgle
     indikerer parret, der fik førstepladsen
     indikerer parret, der fik andenpladsen
     indikerer parret, der fik tredjepladsen
     indikerer parret, der var i omdans, men gik videre
     indikerer parret, der udgik
     indikerer det første par, der blev stemt ud
     indikerer parret, der er fredet i denne episode.
Grønne tal indikerer de højeste point for hver uge
Røde tal indikerer de laveste point for hver uge

### Gennemsnit
| Plads ift. gennemsnit | Plads | Par                  | Total | Antal danse | Gennemsnit |
| --------------------- | ----- | -------------------- | ----- | ----------- | ---------- |
| 1                     | 1     | Mie & Mads           | 506   | 16          | 31.6       |
| 2                     | 2     | Uffe & Karina        | 487   | 16          | 30.4       |
| 3                     | 4     | Mads & Claudia       | 302   | 11          | 27.5       |
| 4                     | 5     | Mathilde & Thomas    | 225   | 9           | 25.0       |
| 5                     | 6     | Mette & Michael      | 196   | 8           | 24.5       |
| 6                     | 8     | Charlotte & Marc     | 80    | 4           | 20.0       |
| 7                     | 10    | Maria Lucia & Morten | 36    | 2           | 18.0       |
| 8                     | 7     | Thomas & Malene      | 82    | 5           | 16.4       |
| 9                     | 9     | Mattias & Mie        | 49    | 3           | 16.3       |
| 10                    | 3     | Allan & Sofie        | 176   | 13          | 13.5       |
| 11                    | 12    | Le & Frederik        | 7     | 1           | 7.0        |
| 12                    | 11    | Claes & Katrine      | 6     | 1           | 6.0        |

## Danse og sange

### Uge 1: Premiere
| Nummer | Rækkefølge                     | Dans        | Musik                                       | Hübbe | Laxholm | Werner | Bendixen | Point | Resultat |
| ------ | ------------------------------ | ----------- | ------------------------------------------- | ----- | ------- | ------ | -------- | ----- | -------- |
| —      | De tolv professionelle dansere | Fællesdans  | Blurred Lines — Robin Thicke                | —     | —       | —      | —        | —     | —        |
| 1      | Mads & Claudia                 | Vals        | I Was Here — Beyoncé                        | 3     | 3       | 3      | 4        | 13    | Videre   |
| 2      | Le & Frederik                  | Cha-cha-cha | Treasure — Bruno Mars                       | 2     | 2       | 1      | 2        | 7     | Omdans   |
| 3      | Mette & Michael                | Vals        | Where Do Broken Hearts Go — Whitney Houston | 2     | 3       | 3      | 3        | 11    | Videre   |
| —      | De resterende seks par         | Fællesdans  | Olivia — Rasmus Seebach                     | —     | —       | —      | —        | —     | —        |
| 4      | Mie & Mads                     | Cha-cha-cha | LIGA — Rasmus Seebach                       | 4     | 4       | 4      | 4        | 16    | Videre   |
| 5      | Mattias & Mie                  | Vals        | Just a Little Loving — Dusty Springfield    | 3     | 3       | 3      | 3        | 12    | Videre   |
| 6      | Claes & Katrine                | Cha-cha-cha | Undressed — Kim Cesarion                    | 2     | 1       | 1      | 2        | 6     | Videre   |

- I den første uge dansede kun seks af parrene om point fra dommere og seere. Parret, der fik lavest point, skulle i omdans ugen efter.

### Uge 2
| Nummer | Rækkefølge             | Dans        | Musik                                            | Hübbe | Laxholm | Werner | Bendixen | Point | Resultat |
| ------ | ---------------------- | ----------- | ------------------------------------------------ | ----- | ------- | ------ | -------- | ----- | -------- |
| 1      | Mathilde & Thomas      | Vals        | Rejser mig opp — Barbara Moleko                  | 3     | 4       | 5      | 3        | 15    | Videre   |
| 2      | Allan & Sofie          | Cha-cha-cha | Beautiful — Mariah Carey feat. Miguel            | 1     | 2       | 1      | 1        | 5     | Videre   |
| 3      | Charlotte & Marc       | Vals        | At This Moment — Michael Bublé                   | 4     | 4       | 2      | 4        | 14    | Omdans   |
| —      | De resterende seks par | Fællesdans  | Told You So — Christopher                        | —     | —       | —      | —        | —     | —        |
| 4      | Thomas & Malene        | Cha-cha-cha | LoveStoned/I Think She Knows — Justin Timberlake | 5     | 3       | 6      | 4        | 18    | Videre   |
| 5      | Uffe & Karina          | Vals        | Apologize — Timbaland                            | 4     | 3       | 3      | 5        | 15    | Videre   |
| 6      | Maria Lucia & Morten   | Cha-cha-cha | Over byen — NOAH                                 | 6     | 6       | 6      | 5        | 23    | Videre   |

- I den anden uge skulle de seks par, der ikke fik point i den første uge, danse. Parret, der fik lavest point, skulle i omdans mod parret med de laveste point fra ugen før.

#### Omdans for uge 1 og 2
| Uge | Rækkefølge       | Dans        | Musik                          | Hübbe | Laxholm | Werner | Bendixen | Point | Resultat |
| --- | ---------------- | ----------- | ------------------------------ | ----- | ------- | ------ | -------- | ----- | -------- |
| 1   | Le & Frederik    | Cha-cha-cha | Treasure — Bruno Mars          | 2     | 2       | 1      | 2        | 7     | Ude      |
| 2   | Charlotte & Marc | Vals        | At This Moment — Michael Bublé | 4     | 4       | 2      | 4        | 14    | Videre   |

### Uge 3
| Nummer | Rækkefølge           | Dans      | Musik                                | Hübbe | Laxholm | Werner | Bendixen | Point | Resultat |
| ------ | -------------------- | --------- | ------------------------------------ | ----- | ------- | ------ | -------- | ----- | -------- |
| 1      | Mette & Michael      | Jive      | Marry You — Bruno Mars               | 5     | 5       | 5      | 4        | 19    | Videre   |
| 2      | Mathilde & Thomas    | Pasodoble | Don't Stop the Music — Rihanna       | 2     | 3       | 3      | 3        | 11    | Omdans   |
| 3      | Maria Lucia & Morten | Tango     | Rumor Has It — Adele                 | 3     | 4       | 2      | 4        | 13    | Ude      |
| 4      | Mattias & Mie        | Jive      | Tough Lover — Christina Aguilera     | 5     | 5       | 5      | 5        | 20    | Videre   |
| 5      | Mie & Mads           | Quickstep | Wake Me Up — Avicii                  | 3     | 3       | 3      | 3        | 12    | Videre   |
| 6      | Charlotte & Marc     | Pasodoble | Igen & Igen & — Nephew               | 6     | 6       | 7      | 5        | 24    | Videre   |
| 7      | Allan & Sofie        | Tango     | Bust Your Windows — Jazmine Sullivan | 1     | 1       | 1      | 1        | 4     | Videre   |
| 8      | Mads & Claudia       | Jive      | American Idiot — Green Day           | 4     | 5       | 6      | 5        | 20    | Videre   |
| 9      | Uffe & Karina        | Pasodoble | Seven Nation Army — White Stripes    | 4     | 3       | 3      | 4        | 14    | Videre   |
| 10     | Thomas & Malene      | Tango     | Pompeii — Bastille                   | 3     | 2       | 2      | 3        | 10    | Videre   |

- Presset er blevet for stort for 46-årige skuespilleren Claes Bang, der med øjeblikkelig virkning træder ud af showet. Dermed er det også slut for hans partner Katrine Bonde.[3]

### Uge 4
| Nummer | Rækkefølge        | Dans      | Musik                                  | Hübbe | Laxholm | Werner | Bendixen | Point | Resultat |
| ------ | ----------------- | --------- | -------------------------------------- | ----- | ------- | ------ | -------- | ----- | -------- |
| 1      | Mattias & Mie     | Tango     | Dybt vand — Rasmus Walther             | 4     | 4       | 4      | 5        | 17    | Ude      |
| 2      | Allan & Sofie     | Jive      | Hallelujah I Love Her So — Ray Charles | 1     | 2       | 2      | 2        | 7     | Videre   |
| 3      | Uffe & Karina     | Quickstep | Do Your Thing — Basement Jaxx          | 5     | 5       | 5      | 5        | 20    | Videre   |
| 4      | Mads & Claudia    | Tango     | Am I Wrong — ENVY                      | 5     | 5       | 6      | 5        | 21    | Videre   |
| 5      | Mie & Mads        | Pasodoble | Song 2 — Blur                          | 4     | 4       | 5      | 4        | 17    | Omdans   |
| 6      | Charlotte & Marc  | Quickstep | Smile — Lily Allen                     | 6     | 6       | 5      | 5        | 22    | Videre   |
| 7      | Thomas & Malene   | Jive      | Can't Hold Us — Maclemore & Ryan       | 5     | 3       | 5      | 3        | 16    | Videre   |
| 8      | Mette & Michael   | Tango     | Some Nights — Fun                      | 4     | 5       | 5      | 5        | 19    | Videre   |
| 9      | Mathilde & Thomas | Quickstep | Déjà Vu — Beyoncé                      | 7     | 7       | 7      | 6        | 27    | Videre   |

- Særlig præsentation: Pænt nej tak — Nik & Jay

### Uge 5
| Nummer | Rækkefølge        | Dans    | Musik                                | Hübbe | Laxholm | Werner | Bendixen | Point | Resultat |
| ------ | ----------------- | ------- | ------------------------------------ | ----- | ------- | ------ | -------- | ----- | -------- |
| 1      | Charlotte & Marc  | Rumba   | Just Give Me a Reason — Pink         | 5     | 5       | 5      | 5        | 20    | Ude      |
| 2      | Allan & Sofie     | Slowfox | Let There Be Love — Nat King Cole    | 2     | 2       | 2      | 2        | 8     | Videre   |
| 3      | Mads & Claudia    | Rumba   | Kalder mig hjem — Burhan G           | 5     | 6       | 8      | 7        | 26    | Videre   |
| 4      | Thomas & Malene   | Slowfox | Troublemaker — Olly Murs             | 5     | 4       | 3      | 4        | 16    | Omdans   |
| 5      | Uffe & Karina     | Rumba   | Skyfall — Adele                      | 6     | 6       | 7      | 7        | 26    | Videre   |
| 6      | Mathilde & Thomas | Rumba   | Retursekund — Rasmus Nøhr            | 7     | 6       | 7      | 6        | 26    | Videre   |
| 7      | Mie & Mads        | Slowfox | Pressure — Quadron                   | 8     | 7       | 7      | 8        | 30    | Videre   |
| 8      | Mette & Michael   | Rumba   | Nobody Knows — The Tony Rich Project | 7     | 6       | 8      | 7        | 28    | Videre   |

### Uge 6
| Nummer | Rækkefølge        | Dans  | Musik                              | Hübbe | Laxholm | Werner | Bendixen | Point | Resultat |
| ------ | ----------------- | ----- | ---------------------------------- | ----- | ------- | ------ | -------- | ----- | -------- |
| 1      | Thomas & Malene   | Samba | Dengang du græd — Shaka Loveless   | 6     | 5       | 6      | 5        | 22    | Ude      |
| 2      | Mette & Michael   | Samba | Mambo — Muri & Mario               | 8     | 8       | 7      | 7        | 30    | Videre   |
| 3      | Mathilde & Thomas | Samba | Lollipop — Mika                    | 6     | 6       | 7      | 6        | 25    | Omdans   |
| 4      | Allan & Sofie     | Samba | Kvinder og kanoner — Djämes Braun  | 3     | 3       | 3      | 3        | 12    | Videre   |
| 5      | Uffe & Karina     | Samba | Ikke mere tid — Shaka Loveless     | 7     | 7       | 7      | 7        | 28    | Videre   |
| 6      | Mads & Claudia    | Samba | Only Teardrops — Emmelie de Forest | 6     | 6       | 7      | 7        | 26    | Videre   |
| 7      | Mie & Mads        | Samba | Watch Out for This — Djämes Braun  | 9     | 9       | 10     | 9        | 37    | Videre   |

### Uge 7
| Nummer | Rækkefølge        | Dans      | Musik                             | Hübbe | Laxholm | Werner | Bendixen | Point |
| ------ | ----------------- | --------- | --------------------------------- | ----- | ------- | ------ | -------- | ----- |
| 1      | Uffe & Karina     | Slowfox   | Heartquake — Mads Langer          | 7     | 6       | 6      | 7        | 26    |
| 2      | Mads & Claudia    | Quickstep | Stay the Night — James Blunt      | 8     | 8       | 9      | 8        | 33    |
| 3      | Mie & Mads        | Jive      | Dance with Me Tonight — Olly Murs | 8     | 8       | 9      | 8        | 33    |
| 4      | Mathilde & Thomas | Slowfox   | Du er — Søs Fenger                | 7     | 7       | 7      | 7        | 28    |
| 5      | Allan & Sofie     | Rumba     | Real Magic — Lars HUG/Kira Skov   | 2     | 3       | 3      | 3        | 11    |
| 6      | Mette & Michael   | Quickstep | Hey Love — Quadron                | 8     | 7       | 8      | 9        | 32    |

- I denne uge blev der også samlet ind til Kræftens Bekæmpelse, og overskuddet fra seernes sms-stemmer gik til formålet[4]. Derudover havde de fire dommere planlagt hvert deres danseshow med et selvvalgt dansehold, hvor den vindende dommer blev fundet på seernes stemmer.

#### Dommerkonkurrencen
| Nummer | Rækkefølge     | Musik                       | Resultat |
| ------ | -------------- | --------------------------- | -------- |
| 1      | Nikolaj Hübbe  | That's Life                 | Ude      |
| 2      | Britt Bendixen | Godt job hvis du ka' få det | Ude      |
| 3      | Anne Laxholm   | Libertango                  | Ude      |
| 4      | Jens Werner    | Ring Act                    | Vinder   |

### Uge 8
| Nummer | Rækkefølge                                  | Dans        | Musik                                     | Hübbe | Laxholm | Werner | Bendixen | Point | Resultat |
| ------ | ------------------------------------------- | ----------- | ----------------------------------------- | ----- | ------- | ------ | -------- | ----- | -------- |
| 1      | Allan & Sofie                               | Vals        | What the World Needs Now — Burt Bacharach | 2     | 3       | 3      | 3        | 11    | Videre   |
| 2      | Mette & Michael                             | Pasodoble   | Bad Romance — Lady Gaga                   | 6     | 6       | 6      | 6        | 24    | Ude      |
| 3      | Uffe & Karina                               | Cha-cha-cha | Du tænder lys — Lis Sørensen              | 8     | 8       | 8      | 8        | 32    | Omdans   |
| 4      | Mie & Mads                                  | Tango       | Somebody That I Used to Know — Gotye      | 7     | 7       | 8      | 7        | 29    | Videre   |
| 5      | Mads & Claudia                              | Pasodoble   | Uprising — Muse                           | 9     | 7       | 8      | 7        | 31    | Videre   |
| 6      | Mathilde & Thomas                           | Cha-cha-cha | Speak Out Now — Oh Land                   | 8     | 6       | 6      | 6        | 26    | Videre   |
| —      | Allan & Sofie Mette & Michael Uffe & Karina | Bollywood   | Main koka laina — Anita Lerche            | 8     | 8       | 9      | 8        | 33    | —        |
| —      | Mie & Mads Mads & Claudia Mathilde & Thomas | Bollywood   | Sadke punjab ton — Anita Lerche           | 9     | 9       | 10     | 8        | 36    | —        |

- I den ottende uge skulle de resterende par ud i en individuel dans, og derefter delte parrene sig i to hold, der hver især optrådte med en bollywood. Parrene i den bollywood, som fik flest point fra dommerne, fik to ekstra point.

### Uge 9
| Nummer | Rækkefølge        | Dans      | Musik                                    | Hübbe | Laxholm | Werner | Bendixen | Point | Maraton | Resultat |
| ------ | ----------------- | --------- | ---------------------------------------- | ----- | ------- | ------ | -------- | ----- | ------- | -------- |
| 1      | Mie & Mads        | Rumba     | Beneath Your Beautiful — Labrinth        | 8     | 8       | 8      | 8        | 32    | 4       | Videre   |
| 2      | Mathilde & Thomas | Tango     | I've Seen That Face Before — Grace Jones | 8     | 8       | 7      | 8        | 31    | 3       | Ude      |
| 3      | Allan & Sofie     | Pasodoble | Viva Espana — Sylvia Vrethammer          | 3     | 3       | 3      | 3        | 12    | 1       | Videre   |
| 4      | Uffe & Karina     | Tango     | Killer — Seal                            | 7     | 7       | 7      | 7        | 28    | 5       | Omdans   |
| 5      | Mads & Claudia    | Slowfox   | La la la — Naughty Boy                   | 7     | 7       | 8      | 8        | 30    | 2       | Videre   |
| —      | De fem par        | Lindy hop | —                                        | —     | —       | —      | —        | —     | —       | —        |

- I den niende uge dansede parrene én af deres individuelle danse. Derudover deltog de alle for første gang i programmets historie i et lindy hop-maraton.[5]

### Uge 10: Kvartfinale
| Nummer | Rækkefølge     | Dans             | Musik                                                  | Hübbe | Laxholm | Werner | Bendixen | Point | Resultat |
| ------ | -------------- | ---------------- | ------------------------------------------------------ | ----- | ------- | ------ | -------- | ----- | -------- |
| 1      | Mads & Claudia | Cha-cha-cha      | Get Lucky — Daft Punk                                  | 8     | 8       | 9      | 8        | 33    | Ude      |
| 1      | Mads & Claudia | Argentinsk tango | Cell Block Tango — Chicago                             | 8     | 8       | 8      | 9        | 33    | Ude      |
| 2      | Mie & Mads     | Vals             | Overgi'r mig langsomt — Sanne Salomonsen               | 9     | 9       | 9      | 9        | 36    | Omdans   |
| 2      | Mie & Mads     | Argentinsk tango | Back to Buenos Aires — WCPM Ballroom Dance Orchestra   | 8     | 9       | 9      | 9        | 35    | Omdans   |
| 3      | Uffe & Karina  | Jive             | Lonely Boy — The Black Keys                            | 9     | 9       | 10     | 9        | 37    | Videre   |
| 3      | Uffe & Karina  | Argentinsk tango | Mundo Bizarro — Electro Dub Tango                      | 9     | 9       | 10     | 10       | 38    | Videre   |
| 4      | Allan & Sofie  | Quickstep        | Little Talks — Of Monsters And Men                     | 3     | 3       | 3      | 4        | 13    | Videre   |
| 4      | Allan & Sofie  | Argentinsk tango | Yunta de Oro — Orquesta Color Tango de Roberto Alvarez | 5     | 5       | 5      | 6        | 21    | Videre   |

- I den tiende uge dansede parrene én af deres individuelle danse og én individuel argentinsk tango.

### Uge 11: Semifinale
| Nummer | Rækkefølge              | Dans           | Musik                                         | Hübbe | Laxholm | Werner | Bendixen | Point | Resultat |
| ------ | ----------------------- | -------------- | --------------------------------------------- | ----- | ------- | ------ | -------- | ----- | -------- |
| 1      | Uffe & Karina           | Wienervals     | Vision of Love — Mariah Carey                 | 9     | 9       | 9      | 9        | 36    | Videre   |
| 1      | Uffe, Karina & Marianne | Trio-samba     | A-Tisket, A-Tasket — Ella Fitzgerald          | 10    | 9       | 10     | 9        | 38    | Videre   |
| 2      | Allan & Sofie           | Wienervals     | Iris — Goo Goo Dolls                          | 4     | 5       | 4      | 5        | 18    | Ude      |
| 2      | Allan, Sofie & Malene   | Trio-pasodoble | España Cañí — Pascual Marquina Narro          | 4     | 5       | 6      | 6        | 21    | Ude      |
| 3      | Mie & Mads              | Wienervals     | Look At Me I'm Sandra Dee — Stockard Channing | 9     | 9       | 10     | 9        | 37    | Videre   |
| 3      | Mie, Mads & René        | Trio-jive      | Rip It Up — Little Richard                    | 10    | 10      | 10     | 10       | 40    | Videre   |

- I den ellevte uge skulle de tre resterende par ud i deres manglende individuelle dans og én individuel wienervals og trio-dans.

### Uge 12: Finale
| Nummer | Rækkefølge         | Dans       | Musik                                 | Hübbe | Laxholm | Werner | Bendixen | Point | Resultat   |
| ------ | ------------------ | ---------- | ------------------------------------- | ----- | ------- | ------ | -------- | ----- | ---------- |
| 1      | Mie & Mads         | Quickstep  | Wake Me Up — Avicii                   | 9     | 9       | 9      | 9        | 36    | Vindere    |
| 1      | Mie & Mads         | Showdans   | Why Don't You — Gramophonedzie        | 10    | 10      | 10     | 10       | 40    | Vindere    |
| 1      | Mie & Mads         | Freestyle  | ‘’Talk Dirty’’ - Jason Derulo         | 10    | 10      | 10     | 10       | 40    | Vindere    |
| 2      | Uffe & Karina      | Vals       | Apologize — One Republic              | 9     | 9       | 9      | 9        | 36    | Andenplads |
| 2      | Uffe & Karina      | Showdans   | Bang Bang — Will.i.am                 | 10    | 10      | 10     | 10       | 40    | Andenplads |
| 2      | Uffe & Karina      | Freestyle  | ‘’Live and let Die’’ - Paul McCartney | 10    | 10      | 10     | 10       | 40    | Andenplads |
| —      | De ti udstemte par | Fællesdans | —                                     | —     | —       | —      | —        | —     | —          |

- I den tolvte uge dansede parrene én individuel dans valgt af dommerne, én showdans og én freestyle frit sat sammen af parrene selv.